# Torigni-sur-Vire
Torigni-sur-Vire är en kommun i departementet Manche i regionen Normandie i norra Frankrike. Kommunen ligger i kantonen Torigni-sur-Vire som tillhör arrondissementet Saint-Lô. År 2018 hade Torigni-sur-Vire 2 318 invånare.

## Befolkningsutveckling
Antalet invånare i kommunen Torigni-sur-Vire
| Referens: INSEE |